# إد هيرست
إد هيرست (16 يوليو 1926 - 30 أكتوبر 2020)، هو شخصية إذاعية وتلفزيونية أمريكية. أشار إلى نفسه ذات مرة باسم «ديك كلارك العصر الحجري».

## روابط خارجية
- ممشى المشاهير في فيلادلفيا
- فاز باندستاند
- رواد البث